# ヨナグニ交通
有限会社ヨナグニ交通（よなぐにこうつう）は、かつて存在した日本の陸運事業者。沖縄県八重山郡与那国町に本社を置き、路線バス、貸切バス、タクシー、レンタカー事業を営んでいた。

## 路線バス
運行当時のもの
- 一般貸切旅客自動車運送事業の乗合旅客運行として、バスターミナル（与那国空港前）を起終点とする島内循環線（一周線久部良廻り、一周線比川廻り）と、久部良廻りと同じ経路で、久部良郵便局前止まりとした久部良線の3系統を運行していた。
  - バスターミナル - 診療所前 - 与那覇商店前 - 与那国石油前 - 久部良郵便局前 - 久部良町営住宅前 - 比川 - 与那覇商店前 - 診療所前 - バスターミナル

## 行政処分
2005年3月30日、沖縄総合事務局より道路運送法および旅客自動車運送事業運輸規則違反として行政処分を受け、それをきっかけに2007年に全事業を停止した。
その後、路線バスについては暫定措置として与那国町が運営を引き継ぎ、2008年2月より島内のバス・タクシー・レンタカー会社を営む最西端観光が町から委託を受け、無料の「与那国生活路線バス」として運行している。